# Chuva de granizo de Sydney de 1999

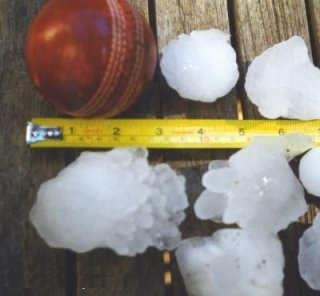
Granizo da tempestade

A chuva de granizo de Sydney de 1999, foi o desastre natural mais caro da história do seguro australiano, causando grandes danos ao longo da costa leste de Nova Gales do Sul. A tempestade se desenvolveu ao sul de Sydney na tarde de quarta-feira, 14 de abril de 1999, e atingiu os subúrbios ao leste da cidade, incluindo o distrito comercial central, mais tarde naquela noite.
A tempestade lançou cerca de 500 000 toneladas de pedras de granizo em seu caminho. Danos segurados causados pela tempestade foram de mais de A$ 1,7 bilhão, com a conta de danos total (incluindo danos não segurados) estimada em cerca de A$ 2,3 bilhões. Foi o mais caro da história da Austrália em danos segurados, ultrapassando os A$ 1,1 bilhão em danos segurados causados pelo terremoto de Newcastle em 1989. O relâmpago também ceifou uma vida durante a tempestade, e o evento causou aproximadamente 50 feridos. 
A tempestade foi classificada como uma supercélula após uma análise mais aprofundada de sua natureza errática e atributos extremos. Durante o evento, o Bureau de Meteorologia foi constantemente surpreendido pelas frequentes mudanças de direção, bem como pela severidade do granizo e pela duração da tempestade. O evento também foi surpreendente, pois nem a época do ano, nem a hora do dia, nem as condições meteorológicas gerais na região foram consideradas propícias para a formação de células de tempestade extrema.